# Джовани де Медичи (кардинал)
Вижте пояснителната страница за други личности с името Джовани де Медичи.
Джовàни ди Кòзимо I де Мèдичи (на италиански: Giovanni di Cosimo I de' Medici; * 28/29 септември 1543, Флоренция, Велико херцогство Тоскана; † 20 ноември 1562, Ливорно, пак там) е кардинал дякон на Санта Мария ин Домника (26 април 1560 – 20 ноември 1562) и архиепископ на Пиза (19 юни 1560 – 20 ноември 1562).

## Произход
Той е вторият син и четвъртото дете на Козимо I де Медичи (1519 – 1574), херцог на Флоренция, бъдещ велик херцог на Тоскана, и на първата му съпруга Елеонора ди Толедо (1522 – 1562). Негови дядо и баба по бащина линия са известният кондотиер Джовани дале Банде Нере и Мария Салвиати, внучка на Лоренцо Великолепни, а по майчина –  вицекралят на Неапол Педро Алварес де Толедо и Сунига и Мария Осорио и Пиментел, маркиза на Вилафранка дел Биерсо. Има шест братя и четири сестри:
- Мария Лукреция (1540 – 1557), принцеса на Велико херцогство Тоскана
- Франческо I (1541 – 1587), 2-ри Велик херцог на Тоскана

- Изабела (1542 – 1576), херцогиня на Брачано като съпруга на Паоло Джордано I Орсини
- Лукреция (1544 или 1545 – 1561), херцогиня на Ферара, Модена и Реджо като съпруга (1560) на Алфонсо II д’Есте
- Пиеро (Педрико) (1546 – 1547)
- Гарция (1547 – 1562)
- Антонио (1548 – 1548)
- Фердинандо I (1549 – 1609), кардинал на Светата римска църква от 1562 г., след смъртта на брат си Франческо I се възкачва на престола на Велико херцогство Тоскана, ставайки 3-ти Велик херцог на Тоскана (1587)
- Анна (1533 – 1553)
- Пиетро, понякога наричан Пиеро или Педро и известен в Испания като Дон Педро (1554 – 1604), военен, генерал и политик.

Освен това има една полусестра от втория брак на баща си и един полубрат и две полусестри извънбрачни връзки на баща си.

## Биография
Джовани развива особено близки отношения от детството си с по-голямата си сестра Изабела. Като всички деца на херцога и херцогинята той получава добро образование; учи хуманитарни науки при Антонио Анджели да Барга и Пиеро Ветори.
Според традицията, съществувала в онези дни в семействата на аристократите, родителите предвиждат за втория син църковната кариера. Кариерното му израстване е бързо. Още когато Джовани е на шест години, Диего Лайнес, един от основателите на Йезуитския орден и изповедник на майка му, предлага да му се даде титлата „кардинал“. През 1550 г. Джовани е записан в духовенството на Флоренция и получава тонзура (църковна подстрижка). Той е представен на папа Юлий III, който обаче умира, преди той да бъде назначен за кардинал. Следващият папа Павел IV също не прави това. Едва на 31 януари 1560 г. новият папа Пий IV дава на 15-годишния Джовани титлата „кардинал“. По време на пътуване до Рим през март същата година Джорджо Вазари е в свитата на принца, който описва пътуването подробно в писмата си. В Рим Джовани продължава образованието си при прелата Алесандро Строци, изучавайки латински и старогръцки. През април 1560 г. Джулио Салерно е нает от баща му да му преподава право.
Джовани получава титлата „кардинал дякон“ на Санта Мария ин Домника на 26 април 1560 г. През юни той се завръща във Флоренция, като по пътя посещава Сиена. В родния си град той получава кардиналската шапка в присъствието на кардиналите Гуидо Асканио Сфорца и Луи дьо Гиз, които са на посещение на Козимо I.
На 21 януари 1561 г. Джовани е назначен за апостолически администратор на Архиепископията на Пиза и примас на Сардиния и Корсика без сан поради липсата на канонична възраст на кандидата. Епархията се управлява от Лудовико Бекатели, архиепископ на Рагуза. Джовани провежда епархийски синод. Към това време принадлежи неговата обширна кореспонденция, посветена на обсъждането на политическите и църковните въпроси между Италия и Испания.
Като всички Медичи младият кардинал обича лова и изкуството, събирайки антични предмети. По време на първото си посещение в Рим той събира колекция от антики, главно статуи, които изпраща по море във Флоренция. През есента на 1562 г., докато пътува по крайбрежието на Тиренско море, той се заразява с малария в Марема. Преместен е в Ливорно, където умира точно в полунощ на 20 ноември 1562 г. в ръцете на баща си. Два дни по-късно тялото му е пренесено във Флоренция и е погребано в гробницата на Медичите в базиликата Сан Лоренцо.  Почти веднага след смъртта му се появяват слухове, че той е бил убит от по-малкия си брат Гарция по време на кавга. Сюжетът на тази легенда е поставен от Виторио Алфиери в основата на неговата трагедия „Дон Гарсия“ (1789).
След смъртта му по-малкият му брат на Фердинандо де Медичи става кардинал. Няколко години по-късно баща му Козимо I има още един син, Джовани, който е по-известен като Дон Джовани де Медичи, испански гранд.
През 1857 г., по време на първоначално разузнаване на тленните останки на Медичите, тялото му е намерено така: „... Останките от тогата на кардинала, носена отпред, но останала прилепена към ковчега в долната част, ни направиха сигурни, че костите, които лежат в отворен сандък, са онези...“.

## Джовани де Медичи в изкуството
Известни са два детски портрета на Джовани от Аньоло Брондзино, на единия той е изобразен с врабче в ръка, на другия до майка си Елеонора ди Толедо, и двата в Галерия „Уфици“, а портрет от Джорджо Вазари, на която той е изобразен с по-малкия си брат Гарция, сега е изложена в Палацо Векио.